# Sol Niger Within
Sol Niger Within est l'unique album solo de Fredrik Thordendal's Special Defects, le side-project du guitariste leader de Meshuggah, Fredrik Thordendal. L'album est sorti en 1997, sous le label Ultimate Audio Entertainement.
Il est constitué d'une seule longue chanson épique subdivisée en 29 parties. L'idée initiale de Thordendal lors de la conception de l'album était de transporter l'auditeur dans un véritable voyage intérieur, à la manière d'une personne traversant une psychose.
Pour ce faire Thordendal a réalisé un véritable condensé d'influences multiples, du metal extrême au jazz en passant par la musique classique ; ou encore la musique de films pour ce qui est des atmosphères. On notera ainsi la performance de Morgan Ågren à la batterie, qui signe là une prestation digne d'un disque de free jazz, en ayant recours de multiples fois à l'improvisation.
À ce festival d'influences musicales s'ajoutent les paroles de Petter Marklund, qui propose une synthèse d'une grande variété d'auteurs aussi divers que Pentti Saarikoski, Dante Alighieri, Samuel Beckett, le Marquis de Sade, Platon, ou encore William S. Burroughs.
L'album fut remixé et redistribué en 1999 sous le titre Sol Niger Within version 3.33, omettant les pistes 20 (Cosmic Vagina Dentata Organ) et 22 (Magickal Theatre .33, reprenant la Suite Gothique de Léon Boëllmann) où figurait de l'orgue. Cette version comprend en revanche deux pistes supplémentaires : Missing Time, longue pièce épique de plus de 10 minutes à l'atmosphère très sombre, et Ooo Baby Baby.

## Liste des chansons
La liste suivante correspond à la liste des titres de la version originale sortie en 1997 :
| No  | Titre                                                                                          | Durée |
| --- | ---------------------------------------------------------------------------------------------- | ----- |
| 1.  | The Beginning Of The End Of Extraction (Evolutional Slow Down)                                 | 1:36  |
| 2.  | The Executive Furies Of The Robot Lord Of Death                                                | 1:28  |
| 3.  | Descent To The Netherworld                                                                     | 0:29  |
| 4.  | ... Och Stjärnans Namn Var Malört                                                              | 1:54  |
| 5.  | Dante's Wild Inferno                                                                           | 0:59  |
| 6.  | I, Galactus                                                                                    | 1:28  |
| 7.  | Skeletonization                                                                                | 0,14  |
| 8.  | Sickness And Demoniacal Dreaming                                                               | 1:06  |
| 9.  | UFOria                                                                                         | 0:37  |
| 10. | Zeta-1 Reticuli                                                                                | 2:53  |
| 11. | Transmigration Of Souls                                                                        | 1:28  |
| 12. | In Reality All Is Void                                                                         | 0:29  |
| 13. | Krapp's Last Tape                                                                              | 1:15  |
| 14. | Through Fear We Are Unconscious                                                                | 0:59  |
| 15. | Death As Both Ends                                                                             | 0:59  |
| 16. | Bouncing In A Bottomless Pit                                                                   | 1:13  |
| 17. | The Sun Door                                                                                   | 1:32  |
| 18. | Painful Disruption                                                                             | 0:29  |
| 19. | Vitamin K Experience (A Homage to the Scientist/John Lilly)                                    | 1:34  |
| 20. | Cosmic Vagina Dentata Organ                                                                    | 4:43  |
| 21. | Sensorium Dei                                                                                  | 3:28  |
| 22. | Magickal Theatre .33                                                                           | 1:50  |
| 23. | Zeta-2 Reticuli                                                                                | 2:53  |
| 24. | De Profundis                                                                                   | 0:29  |
| 25. | Existence Out Of Joint                                                                         | 1:14  |
| 26. | On A Crater's Verge                                                                            | 1:14  |
| 27. | Solarization                                                                                   | 1:49  |
| 28. | The End Of The Beginning Of Contraction (Involutional Speed Up/Preparation For The Big Crunch) | 0:51  |
| 29. | Tathagata                                                                                      | 3:02  |

## Personnel
- Fredrik Thordendal : Guitare, Basse, Chant
- Morgan Ågren : Batterie
- Petter Marklund : Paroles
- Tomas Haake : Voix du Psychonaute
- Mats Öberg : Synthétiseur (piste 2), Orgue (pistes 20)
- Jerry Ericsson : Basse (pistes 10 et 23 -Zeta Reticuli)
- Jonas Knutsson : Saxophone (pistes 20, 23, 27 et 28)
- Jennie Thordendal : Cris (piste 21)
- Kantor Magnus Larsson : Orgue (piste 22)
- Victor Alneng : Yidaki (piste 14)

## Anecdotes
- Zeta-1 Reticuli et Zeta-2 Reticuli sont toutes deux basées sur la même suite d'accords, bien que la première comprenne un solo de Fredrik Thordendal tandis que la deuxième un solo du saxophoniste suédois Jonas Knutsson ;
- Sensorium Dei contient les mots « Contradictions Collapses », référence au premier album de Meshuggah, Contradictions Collapse ;
- la dernière piste, Tathagata, est constituée d'une mélodie très proche de Sublevels, elle-même dernière piste de l'album Destroy Erase Improve de Meshuggah ;
- en 2001, Fredrik Thordendal et Morgan Ågren réalisent un medley de l'album (comprenant les pistes 1, 2, 3, 13, 16, 25 et 26) pour l'émission musicale suédoise Trum, animée par Morgan Ågren[2] ;
- Morgan Ågren et Mats Öberg, tous deux membres du groupe suédois Mats/Morgan Band, ont joué avec Frank Zappa alors qu'ils n'étaient respectivement âgés que de 21 et 16 ans[3].